# دربان برهنه
دربان برهنه (ایتالیایی: La portiera nuda) یک فیلم کمدی سکسی سبک ایتالیایی به کارگردانی لوئیجی کوتسی است که در سال ۱۹۷۶ منتشر شد.

## گزیدهٔ بازیگران
- آیرین میرکل
- اریکا بلانک
- جورجو براکاردی
- ماریو کاروتنوتو
- فرانچسکا رومانا کولوتسی
- انتسو گارینی
- دانیلا جوردانو
- ویرا درودی